# Wolf Gang
I Wolf Gang sono un gruppo musicale symphonic rock e alternative rock britannico attivo dal 2009.

## Storia del gruppo
Il gruppo si è formato a Londra ed è stato fondato dal cantante Max McElligott. Il primo album in studio è uscito nel luglio 2011 attraverso la Atlantic Records. L'esordio del gruppo è stato coprodotto da Dave Fridmann.
Nel febbraio 2013 la band ha firmato un contratto con l'etichetta statunitense Cherrytree Records, sussidiaria della Interscope Records. I Wolf Gang hanno quindi scritto e registrato il loro secondo album nel giro dello stesso anno. Il disco, intitolato Alveron, è uscito nell'ottobre 2014 ed è stato prodotto da Flood.

## Formazione
- Max McElligott - voce
- Lasse Petersen - batteria
- Gavin Slater - chitarra
- James Wood - basso

## Discografia
Album studio
- 2011 - Suego Faults
- 2014 - Alveron